# 補助
補助（英語：subsidy）即補益和幫助，通常形式為發放一筆錢，或是對於稅務利率相關有所優惠，根據對象或是發放理由不同，可分為以下幾種：
- 補助金(grants)：泛指政府或是組織所發放的資金；通常是為了某特定目的而發放。[1]
- 資助金(subventions)：意指政府或其他機構為財務援助所發放的津貼或補助金。[2]
- 津貼(subsidies)：意指藉由財務援助所提供的資產、金錢或補助金。[3]
- 聯邦補助(federal aid)：中央政府所提供的財務協助，通常用來協助企業或其他組織；與個別政府單位所提供的財務援助有所區別。[4]
- 租稅獎勵(tax incentives)：意指為促進預期之社會或經濟活動，針對企業所頒布的特殊稅賦減免或條例，其中包括加速折舊抵減、抵稅以及稅務扣除。[5]
- 研究獎學金(fellowships)：由學院或大學的研究所提供給研究生的財務補助金。此一補助金有其年限，且申請人必須專研於某一特定學科。研究獎學金與一般獎學金的區別在於，前者是頒發給研究生而非大學生，且研究的科目亦有所規定。[6]
- 學生補助(student aid)：為幫助在學生能夠順利求學而提供的財務協助，尤指提供給高等教育在學生的補助。[7]